# Anacaena limbata
Anacaena limbata är en skalbaggsart som först beskrevs av Fabricius 1792.  Anacaena limbata ingår i släktet Anacaena och familjen palpbaggar. Arten är reproducerande i Sverige. Inga underarter finns listade i Catalogue of Life.